# Assassinat de Guillem Agulló i Salvador

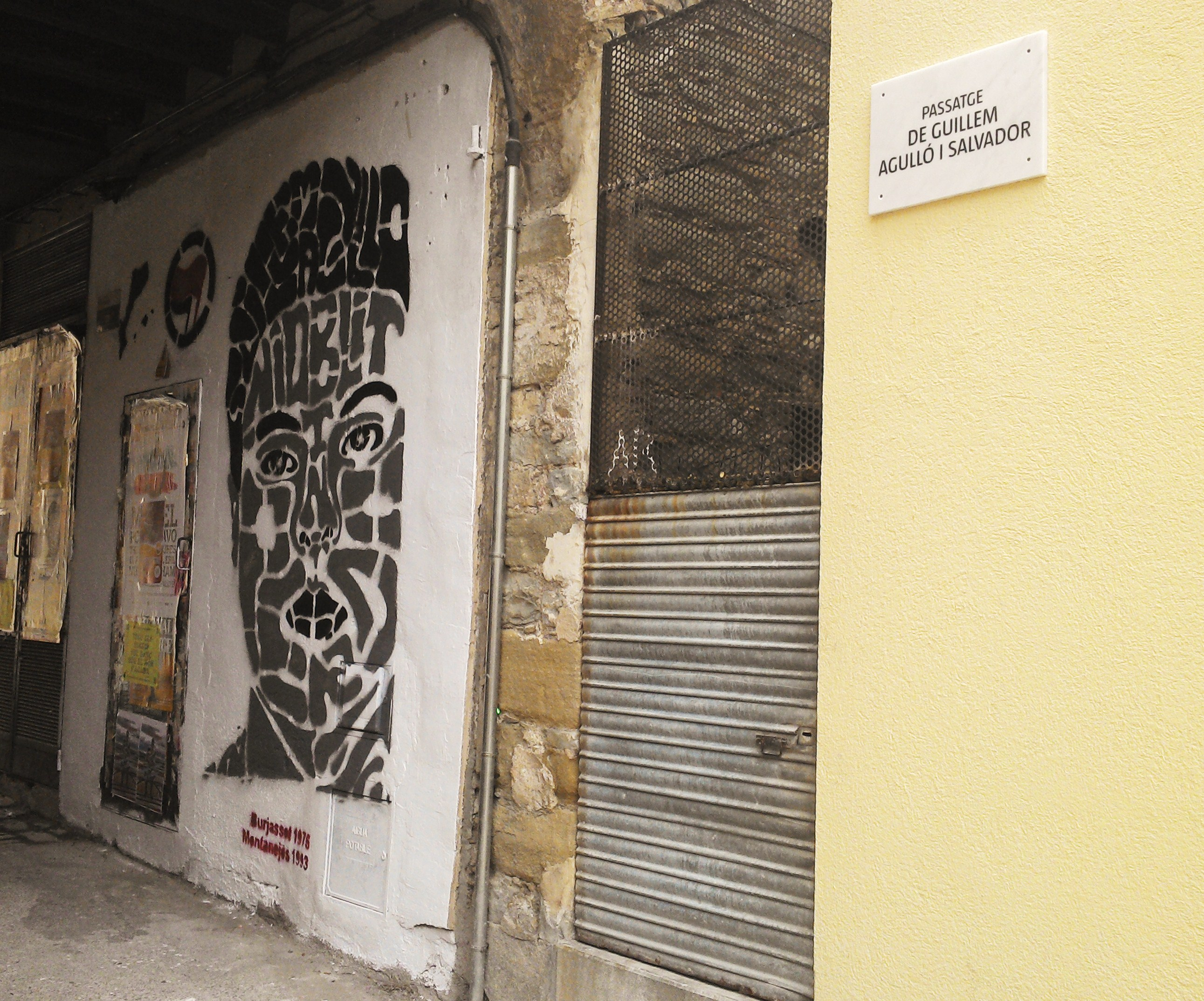
Passatge i mural en homenatge a Guillem a Vic, Osona.

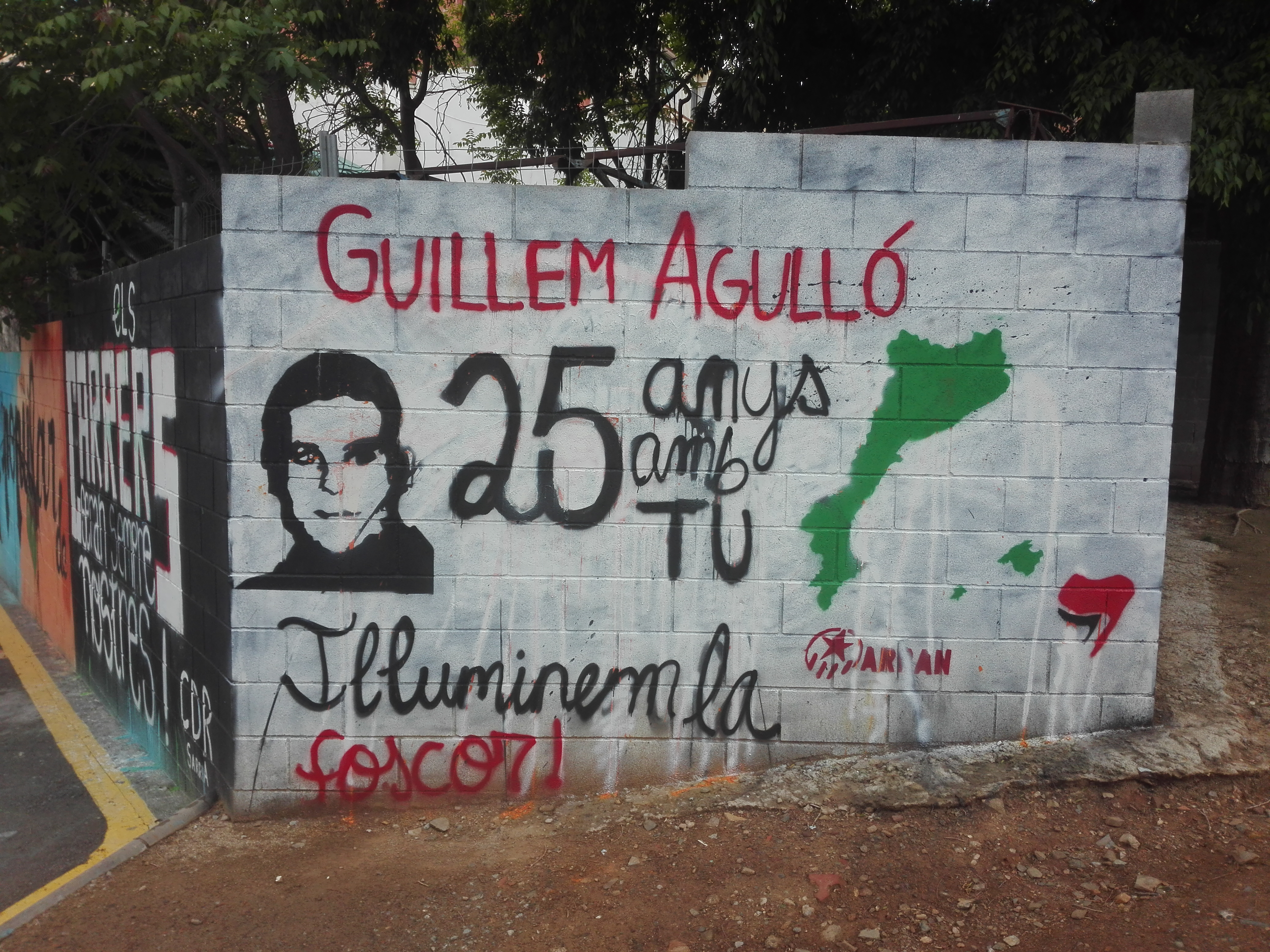
Mural en homenatge a Guillem als 25 anys de la seva mort, a Sarrià, Barcelona.

Guillem Agulló i Salvador (Burjassot, l'Horta Nord, 1974 - Montanejos, l'Alt Millars, 11 d'abril de 1993) era un jove valencià, militant en moviments independentistes d'esquerres, que morí assassinat a mans d'un grup de militants de l'extrema dreta. Concretament, Agulló militava, a la seva mort, a l'organització juvenil de l'esquerra independentista Maulets, de Burjassot i al moviment antiracista i antifeixista SHARP (Skinheads Against Racial Prejudice). També era membre de la grada ultra del Llevant Unió Esportiva Força Llevant.
L'any 2020, els pares de Guillem, Guillem Agulló i Lázaro i Carme Salvador, van ser guardonats amb la Creu de Sant Jordi, «pel seu compromís amb la lluita antifeixista i per combatre el creixement de l'extrema dreta, després de la mort del seu fill a mans d'un militant neonazi».

## Fets
La matinada de l'11 d'abril de 1993, Guillem Agulló es trobava a Montanejos, per vacances de Setmana Santa d'acampada amb uns amics, quan foren assaltats per un grup de joves feixistes al crit de «Sieg Heil» i «Viva España», i un d'ells li donà una ganivetada al cor, fet que li causà la mort. Els agressors van marxar cantant l'himne feixista espanyol «Cara al Sol».
Els familiars i les organitzacions d'esquerres i independentistes van denunciar que el motiu del crim havia estat polític, ja que els joves que van intervenir en l'assassinat eren coneguts per la seva ideologia espanyolista i feixista i que també sabien de la ideologia antifeixista de Guillem. Tots els partits polítics van condemnar els fets, menys el Partit Popular, Unió Valenciana i la Falange Española.
Per l'assassinat van ser arrestats: Gerardo Mora, Juan Manuel Sánchez (àlies el Picha), José Cuñat (àlies el Pollo), Francisco Garcia (àlies el Mody) i Pedro Cuevas (àlies el Ventosa), aquest darrer com a autor material del crim. Tots formaven part del grup valencià d'extrema dreta «Komando Marchalenes IV Reich», denominació en honor del règim nazi.

## Judici i sentència
En el judici del cas, celebrat a Castelló de la Plana, La Plana Alta, l'any 1995, fou força controvertit i originà força polèmica entre els mitjans de comunicació, El jutge acceptà un estrany testimoni ‘X’, presentat per la defensa, que declarà, sota secret, amb un casc posat i darrere d'una mampara. Maulets, que exercia l'acusació popular, es retirà del judici. Finalment el jutge sentencià al confés autor de la ganivetada, Pedro Cuevas «el Ventosa», a 14 anys de presó per homicidi i va absoldre els altres quatre acusats, posats en llibertat una setmana després de la sentència. El jutge despolititzà el cas rebutjant el caràcter ultra de l'assassinat afirmant que fou una "baralla entre xavals".
Durant el procés judicial la premsa, encapçalada pel diari Las Provincias dirigit per l'ultra María Consuelo Reyna, engegà campanyes de criminalització de la víctima i dels col·lectius antifeixistes i independentistes als quals pertanyia Guillem.
Dels 14 anys de condemna a presó, Pedro Cuevas només en complí quatre per bon comportament. A les eleccions municipals del 27 de maig de 2007 es presentà per les llistes del partit d'ultradreta Alianza Nacional en el número 4 per Xiva de Bunyol. Només va rebre 23 vots, el 0,34% del total de vots. L'any 2013 en l'anomenada "Operació Panzer", fou detingut novament acusat de pertinença a una xarxa neonazi, possessió il·lícita d'armes, robatori i diversos delictes contra la salut pública però fou absolt.
D'altra banda, el setmanari valencià El Temps al llarg de tots aquests anys, ha investigat i denunciat el vincle entre el principal grup neonazi que va aparèixer a València, els grups d'ultres d'extrema dreta del València CF i el grup neonazi espanyol Acción Radical.

## Posteritat

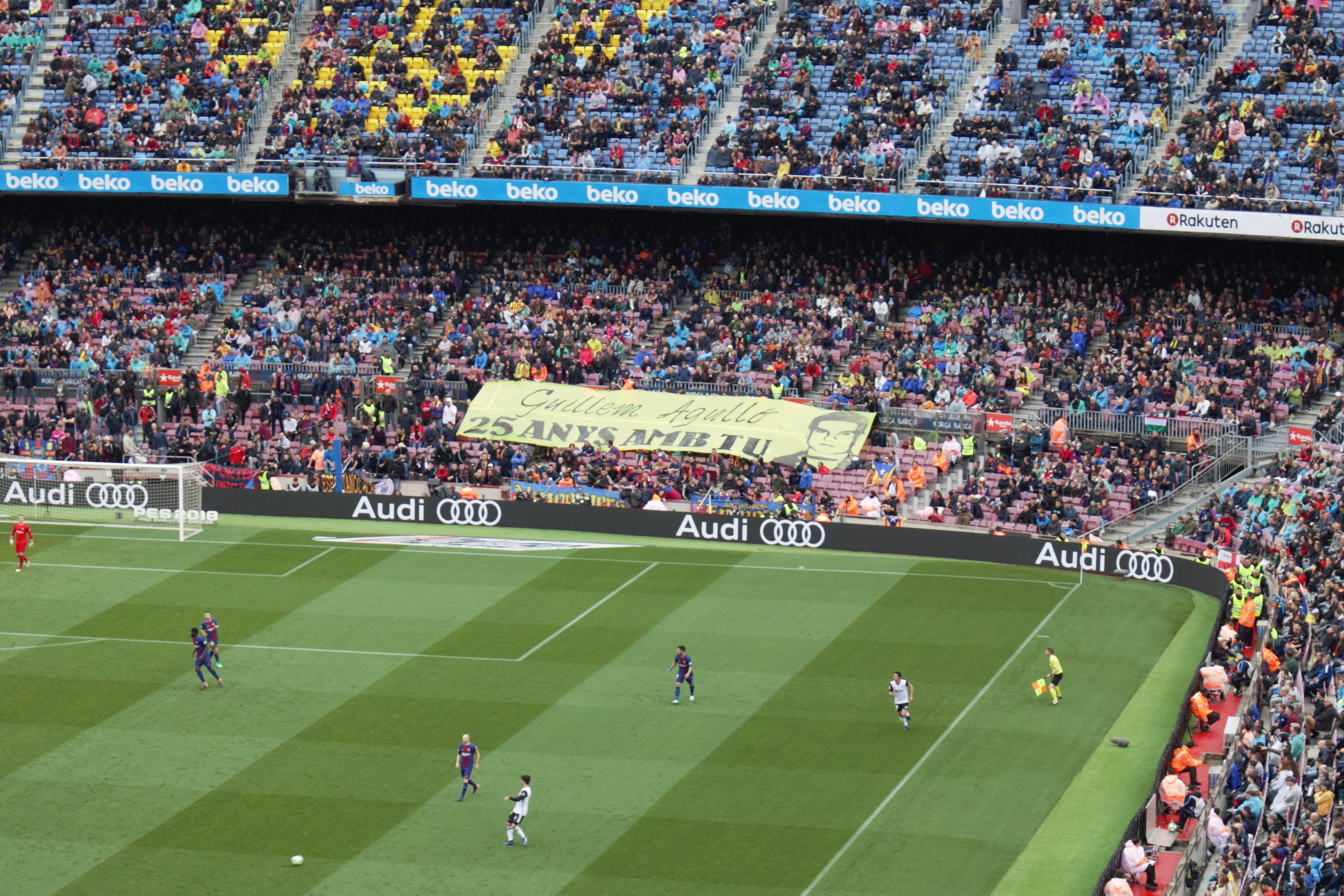
Pancarta "Guillem Agulló, 25 anys amb tu" (Camp Nou, 2018).

La Plataforma per la Impunitat comentà que aquest cas posà en evidència fins on arriba la violència de l'extrema dreta a la Comunitat Valenciana, on entre el 2007 i el 2013 s'havien posat vint artefactes explosius prop de les seus de partits d'esquerres i associacions culturals. El periodista Salvador Enguix emmarca la impunitat d'aquest cas amb la impunitat general que hi ha al País Valencià. Per suportar aquesta tesi assenyala el silenci del PSOE de Joan Lerma respecte el crim, i l'escàs o nul suport institucional a la família de l'assassinat.
Anys després es continuà homenatjant-lo i quan es compliren deu, quinze i vint anys de la seua mort hi hagué diverses manifestacions. D'altra banda, diversos grups de música han anat fent cançons per a homenatjar-lo, com ara: «Guillem Agulló» (Cagant Melodies), «No sé què sent» (Feliu Ventura), «No tingues por» (Obrint Pas), «Company Guillem» (Opció k-95), «11 d'abril» (Greska), «11 d'abril del 93» (Odi), «No s'apaguen les estreles» (Xavi Sarrià), «Soldats catalans» (Orgull Roig) o «Sangre por sangre» (Non Servium). El cantant Miquel Gil el va recordar just abans d'interpretar «El jorn dels miserables» al Concert per la Llibertat celebrat el 29 de juny del 2013 al Camp Nou.
El 2018, el pare de l'assassinat denuncià en un programa de ràdio d'À Punt que després de l'assassinat la família va continuar rebent amenaces fins i tot durant el 25è aniversari de la mort del seu fill, i els han pintat la casa amb creus cèltiques. Per falta de proves no hi ha hagut cap actuació judicial.
Diversos municipis han dedicat carrers i places a l'assassinat. El ple de l'Ajuntament de Vic celebrat el 3 de juny de 2013 va decidir, per unanimitat (CiU, PxC, CUP, PSC, ERC, ICV-EUiA i SI) i a instància de la CUP, dedicar-li un carrer amb el seu nom. El 28 de juny se celebrà un acte d'homenatge a la capital d'Osona amb motiu de la inauguració del passatge, en el que hi participaren els pares de Guillem Agulló, el militant d'Arran Guillem Rovira, i el diputat de la CUP David Fernàndez.
El 2016, el ple de l'Ajuntament de Barcelona li dedicà unànimament una declaració institucional per honorar-lo i, el 18 d'abril de 2018, s'aprovà dedicar-li un carrer, gràcies als suports de tots els partits (BComú, PDECat, Cs, ERC, PSC i CUP) excepte el PPC. El 2021, en ocasió del 28è aniversari de la mort d'Agulló i «veient que l'Ajuntament no havia fet res», el col·lectiu L'Anònima - Casal Popular del Clot-Camp de l'Arpa de Barcelona, inicià una campanya amb petició formal al districte, per canviar el nom del carrer del Coronel Santfeliu, vial que ret homenatge a un militar espanyol i, alhora, hi està ubicat el centre social.
El 2013, Esquerra Unida intentà portar endavant una declaració institucional per recordar l'assassinat a les Corts Valencianes, però va ser frustrat pel Partit Popular de la Comunitat Valenciana. El 12 d'abril de 2016, les Corts Valencianes van retre homenatge a Guillem Agulló, 23 anys després del seu assassinat, amb una declaració institucional signada per tots els grups parlamentaris (PSPV, Compromís, Podem, PPCV i Cs) i llegida per Enric Morera, president de les Corts. Hi foren presents els pares i la germana d'Agulló i l'exdiputat de la CUP David Fernández, entre d'altres.

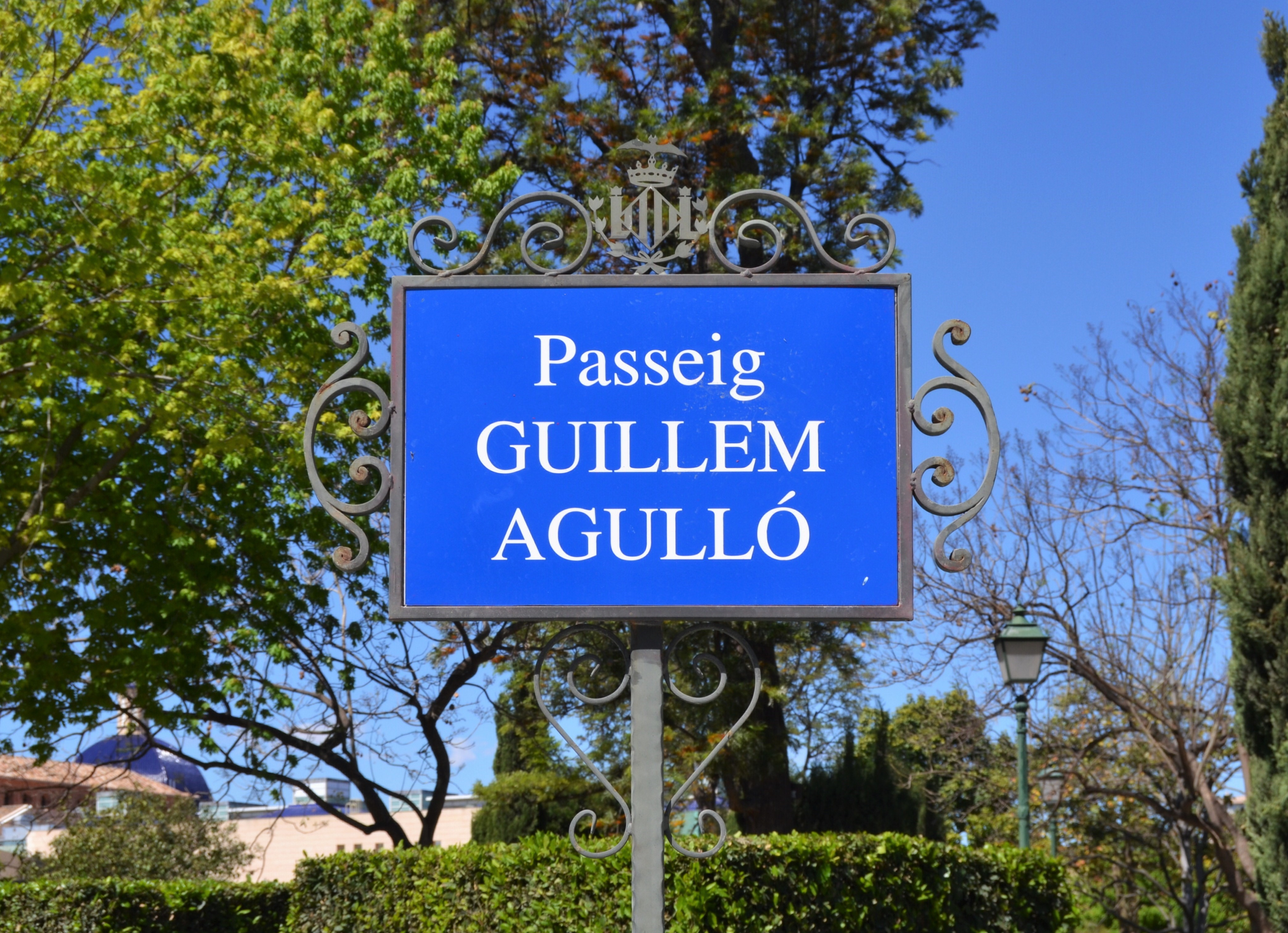
Passeig Guillem Agulló als Jardins del Real de València

A través d'aquesta declaració institucional les Corts van crear el Premi Guillem Agulló, concebut per reconèixer «a les persones i les iniciatives destacades en la lluita contra la xenofòbia, el racisme i els delictes d'odi». El premi té caràcter anual, amb lliurament el mes d'abril. El primer guardonat, a títol pòstum, fou l'advocat Daniel Sanjuan Guaita, que havia mort el 24 de gener de 2016. Sanjuan fou membre de la Comissió d'Ajuda al Refugiat del País Valencià (CEAR PV) i de la comissió jurídica de la campanya "CIEs No", a favor del tancament dels Centres d'internament d'estrangers. El premi li fou atorgat per la seva defensa dels drets humans, especialment en l'àmbit de la immigració. El 2017 s'acordà que el passeig central dels Jardins del Real de la ciutat de València portaria el seu nom en memòria seua i d'altres víctimes de crims d'odi. La placa fou arrancada pocs dies després de col·locar-la.
El 23 de gener de 2019, el Senat espanyol va aprovar la creació del fons Guillem Agulló, un fons econòmic estatal per a una indemnització a les famílies de víctimes de delictes d'odi.
El 10 d'abril de 2021 i en homenatge i record al vint-i-vuitè aniversari de l'assassinat de Guillem Agulló, el col·lectiu Brigades Antifeixistes de Castelló desplegà una gran pancarta a la façana dels antics jutjats de l'Audiència de Castelló -actual edifici Borrull- amb la imatge de Guillem Agulló i el lema ‘Ni oblit ni perdó’ tot denunciant que en aquelles instal·lacions fou on tingué lloc la instrucció del polèmic judici per la mort violenta d'Agulló a mans de l'ultra Pedro Cuevas. Poques hores després del desplegament de dita pancarta, la Policia Nacional d'Espanya requerí la intervenció dels bombers per a rebentar la porta dels antics jutjats i accedí a l'interior de l'edifici Borrull tot procedint a retirar la pancarta. El senador de Compromís Carles Mulet presentà una bateria de preguntes al Ministeri d'Interior espanyol en què demanà per què la policia va entrar a retirar la pancarta d'un edifici sense ús i qui els va autoritzar a entrar-hi, atès que l'edifici Borrull és propietat de la Generalitat.
El 12 de maig de 2021, en l'acte de presentació de la línia estratègica que seguiria l'entitat sobiranista Òmnium Cultural en els propers anys, el seu vicepresident, Marcel Mauri, manifestà la voluntat de crear una escola de formació de drets civils i democràcia amb el nom de Guillem Agulló. D'aquesta forma, el 16 d'octubre de 2021, l'organització presentà l'Escola de Formació Guillem Agulló, de la mà del seu president Jordi Cuixart i dos dels seus coordinadors: el periodista i activista David Fernàndez i el politòleg Jordi Muñoz. A l'acte s'anuncià que la primera jornada de debat i reflexió sobre lluita no-violenta estava prevista pel 20 de novembre. Una de les jornades tingué lloc el 18 de febrer de 2022, i de forma telemàtica des de diferents universitats públiques dels Països Catalans, per a tractar sobre noviolència, jovent i moviment estudiantil.
El 10 de setembre de 2021, un nou vial urbà reté homenatge al jove assassinat, en concret, al municipi de Vilassar de Dalt (Maresme) amb el «passatge de Guillem Agulló i Salvador». A l'acte d'inauguració hi participà la seva família, especialment el seu pare Guillem Agulló i Lázaro i una de les seves germanes Betlem Agulló i Salvador. El 31 de juliol de 2023, l'Ajuntament de Valls (Alt Camp) aprovà la designació d'un carrer amb el nom de Guillem Agulló, amb els vots a favor de Junts, ERC i CUP, l'abstenció del PSC i el vot en contra de Vox. Un cop aprovada la moció proposada pel nucli de Valls-Alt Camp de l'Assemblea Nacional Catalana, cal que aquesta es notifiqui a l'Institut d'Estudis Vallencs per seguir el procediment.

### Campanya «La lluita continua»
El 28 de novembre de 2019 es va presentar la campanya «La lluita continua», un ambiciós projecte d'iniciativa ciutadana per a fomentar la mobilització social, política i de recuperació de la memòria democràtica que va prendre com a punt de partida la figura del jove antifeixista i independentista. Seguint les previsions, la campanya va organitzar al llarg del 2020: un concert d'homenatge a València i un altre a l'Auditori de Barcelona; un cicle de debats i conferències a les dues ciutats; l'actualització del web Crímenesdeodio.info; la publicació de la novel·la Guillem, de Núria Cadenes, centrada sobretot en l'assetjament que va patir la família d'Agulló; i la pel·lícula La mort de Guillem de Carlos Marqués-Marcet, sobre l'assassinat i el judici.
El llibre de Núria Cadenes, publicat el 2020 amb Amsterdam Llibres (Ara Llibres), s'emmarca en el gènere de novel·la documental i consta de tres episodis vinculats a la mort d'Agulló: l'assassinat del jove, el posterior judici i l'impacte social del cas. Aquesta darrera secció és un dels punts més importants de l'obra i s'hi exposa la reacció de part de la societat, en general, i dels seus pares, en particular, amb la premissa compartida de «no contestar l'odi amb més odi», segons manifestà l'autora. En aquest sentit, també assegurà que «quan les persones reaccionem en positiu som capaces de superar les situacions més punyents». L'obra literària va tenir un bona rebuda entre el públic i l'any 2020 va aconseguir el premi a la millor novel·la del festival València Negra, mentre que, l'any 2021, l'autora va guanyar el premi Lletra d'Or gràcies a aquesta obra.
En el cas de la pel·lícula, el rodatge va començar el 20 de novembre i va finalitzar el 25 de desembre de 2019, i va comptar amb els guions elaborats per Roger Danès i Alfred Pérez-Fargas, la producció de Lastor Media, SUICAfilms i Batabat, en coproducció amb À Punt Mèdia i TV3. També rebé el suport de la Conselleria d'Educació, Cultura i Esport de la Generalitat Valenciana, l'Institut Valencià de Cultura i l'Institut Català de les Empreses Culturals, i la col·laboració de la Televisió de les Illes Balears, la Conselleria de Participació, Transparència, Cooperació i Qualitat Democràtica de la Generalitat Valenciana i de Verkami. L'estrena es va realitzar el 24 d'agost de 2020 a la secció Malaga première del Festival de Màlaga. El 2 d'octubre es va emetre de forma simultània als canals de televisió À Punt, TV3 i IB3 i el 5 d'octubre va ser projectada al Festival de Cinema d'Espanya de Tolosa de Llenguadoc (Cinespaña). El guardó més significatiu que va obtenir va ser el premi al millor llargmetratge dels Premis de l'Audiovisual Valencià de 2020, una gal·la en la que també es va assolir el premi a la millor actriu protagonista, per a Gloria March, i el premi al millor guió, per a Roger Danès i Alfred Pérez-Fargas.
Paral·lelament a la pel·lícula, un grup d'alumnes de l'Escola Superior de Cinema i Audiovisuals de Catalunya (ESCAC) va enregistrar el curtmetratge Ni oblit ni perdó com a mostra de suport a la campanya social i política. L'obra de ficció, dirigida per Jordi Boquet, narra el procés de dol de Betlem Agulló deu anys després de l'assassinat del seu germà. Enregistrat a les localitats de Cervera i Burjassot, compta amb un repartiment format per Raquel Ferri (com a Betlem Agulló), Isabel Rocatti (com a Carme Salvador), Marina Alegre (com a Carmina Agulló) i Pep Molina (Guillem Agulló pare). El finançament de l'obra cinematogràfica va ser possible gràcies al micromecenatge a través de la plataforma Verkami. El 5 d'octubre de 2020 es va projectar al Festival de Cinema d'Espanya de Tolosa de Llenguadoc (Cinespaña), i durant aquell mateix any també es va projectar al concurs iberoamericà de curtmetratges del Festival Internacional de Cinema d'Osca. El mateix any va ser guardonada al D'A Film Festival de Barcelona amb el premi del públic al millor curt UIC, i nominada al millor curtmetratge dels Premis Gaudí de 2021.
A les 8 del vespre del 12 de maig de 2022 es va retre un concert d'homenatge a Guillem Agulló i a la seva família al Teatre Principal de València, amb el nom de «Concerts per la vida», i que va comptar amb la participació musical de Miquel Gil, Xavi Sarrià, Auxili, Maluks, Smoking Souls, El Diluvi, Feliu Ventura, JazzWoman, Joina, Ebri Knight, Mafalda, Cor de l'Eliana i La Maria. L'acte va comptar amb la col·laboració de la discogràfica Propaganda pel fet! i va ser presentat per la periodista Nerea Sanfe. El concert va tenir, entre el públic, a l'exconseller de Cultura valencià, Vicent Marzà; la síndica de Compromís, Papi Robles; i el director de l'Institut Valencià de Cultura, Abel Guarinos.

### Commemoració dels 30 anys de l'assassinat

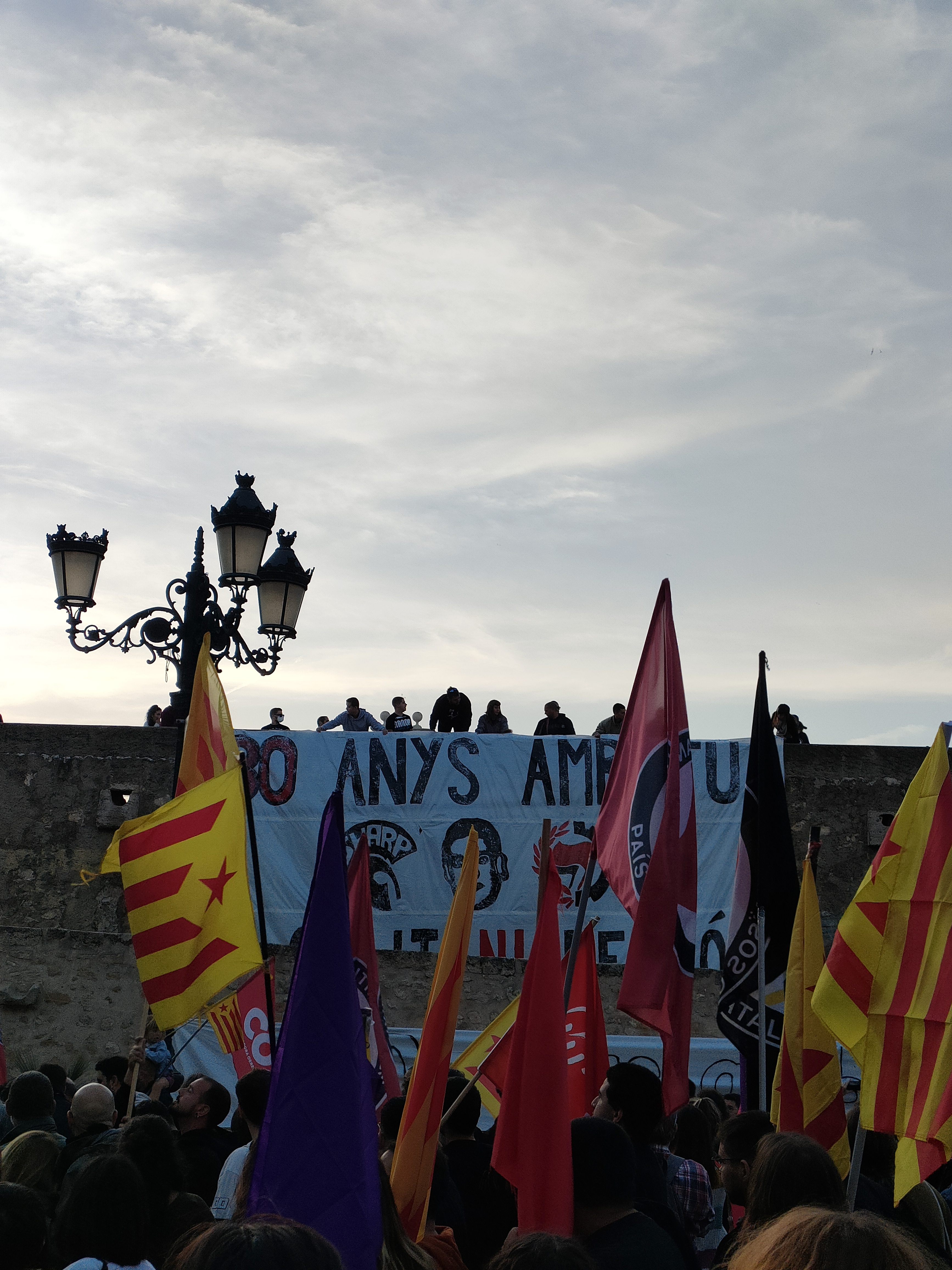
Concentració pel 30 aniversari de l'assassinat de Guillem a Burjassot

El 18 de febrer de 2023 es va commemorar amb una calçotada, al centre social Terra de Benimaclet, els 30 anys de l'assassinat de Guillem Agulló a mans de militants d'extrema dreta. En un moment de la desfilada pel carrer, alguns dels assistents van ser ruixats amb un líquid corrosiu llançat des d'un balcó del mateix carrer, que els va provocar cremades. Era la setena vegada que es feia aquest homenatge en concret, i l'agressió es va produir enmig d'un context marcat per la infiltració d'un policia en els moviments socials del barri.
El 23 de febrer el ple de l'Ajuntament de València va condemnar aquesta agressió amb líquid tòxic en la commemoració al barri de Benimaclet, amb l'abstenció del PP i Vox.